# Вудбранч (Тексас)
Вудбранч (енгл. Woodbranch) град је у америчкој савезној држави Тексас. По попису становништва из 2010. у њему је живело 1.282 становника.

## Демографија
Према попису становништва из 2010. у граду је живело 1.282 становника, што је 23 (1,8%) становника мање него 2000. године.
| Група             | 2000.         | 2010.         |
| Белци             | 1.236 (94,7%) | 1.121 (87,4%) |
| Афроамериканци    | 3 (0,2%)      | 22 (1,7%)     |
| Азијати           | 1 (0,1%)      | 5 (0,4%)      |
| Хиспаноамериканци | 51 (3,9%)     | 103 (8,0%)    |
| Укупно            | 1.305         | 1.282         |